# Charles Dehoy
Pour les articles homonymes, voir Dehoy.
Charles Dehoy, né à Bruxelles en 1872 et mort à Saint-Gilles en 1940, est un artiste peintre belge qui a peint principalement des paysages.

## Biographie
Charles Dehoy, peintre autodidacte, ayant son domicile et atelier au 13, rue Veydt à Bruxelles, se consacre à la représentation de paysages, qu'il expose dans les salons. 
D'abord influencé par l'impressionnisme et le luminisme, il rejoint le cercle Le Labeur fondé en 1898 par Auguste Oleffe, Louis Thévenet et Ferdinand Schirren.
Au retour d'un voyage dans le Midi de la France, il modifie sa pratique et participe à ce mouvement que l'on va par la suite qualifier de fauvisme brabançon. Il introduit dans ses compositions de grands aplats de couleur, qui restituent au mieux les jeux de lumière de la même manière que certains contemporains, tel Rik Wouters. 
Une rétrospective lui a été consacrée en 1941, à la galerie Apollo.
Il existe de lui un portrait par Lismonde

## Dans les collections muséales
- Musées royaux des beaux-arts de Belgique (Bruxelles)
- Musée Alice et David van Buuren (Bruxelles)